# Llista de Creus de Sant Jordi/1992/Entitats

#### Entitats
Informació actualitzada per un bot. Els canvis manuals es perdran quan s'actualitzi!
| Entitat                           | Wikidata  | Descripció | Imatge |
| --------------------------------- | --------- | --- | ------ |
| Futbol Club Barcelona             | Q3091261  | organització esportiva                                                                                           |        |
| Amics de la Unesco de Barcelona   | Q16188882 | |        |
| Club Excursionista de Gràcia      | Q16188885 | entitat excursionista catalana                                                                                   |        |
| Institut d'Estudis Eivissencs     | Q17606816 | institut d'estudis locals                                                                                        |        |
| Institut d'Estudis Nord-americans | Q17606827 | |        |
| Amics de Corbera                  | Q20100277 | |        |
| AMPANS                            | Q20100278 | fundació que treballa per aconseguir millorar la qualitat de vida de les persones amb discapacitat intel·lectual |        |